# Autriche au Concours Eurovision de la chanson 2019
L'Autriche est l'un des quarante et un pays participants du Concours Eurovision de la chanson 2019, qui se déroule à Tel-Aviv en Israël. Le pays est représenté par la chanteuse Paenda et sa chanson Limits, sélectionnées en interne par le diffuseur autrichien ORF. Le pays se classe en 17e position lors de sa demi-finale, recevant 21 points. Le pays échoue donc à se qualifier pour la finale.

## Sélection
Le diffuseur autrichien ORF a annoncé sa participation à l'Eurovision 2019 le 21 septembre 2018. C'est le 29 janvier 2019 que le diffuseur annonce que sa représentante, sélectionnée en interne, sera Paenda. Sa chanson s'intitule Limits et est présentée le 8 mars 2019.

## À l'Eurovision
L'Autriche participe à la deuxième demi-finale, le 16 mai 2019. S'y classant 17e avec 21 points — tous provenant des jurys professionnels, le télévote ne lui octroyant aucun point —, le pays échoue à se qualifier en finale pour la première fois depuis 2013.